# Lillian Leighton
Lillian Leighton, nata Lillianne Brown Leighton (Auroraville, 17 maggio 1874 – Woodland Hills, 19 marzo 1956), è stata un'attrice e sceneggiatrice statunitense che lavorò nel cinema in gran parte all'epoca del muto.
Usò anche il nome Lyllian Brown Leighton.

## Biografia
Nata nel Wisconsin nel 1874, Lillian Leighton iniziò la sua carriera cinematografica nel 1910 alla Selig, la prima casa di produzione a stabilire i propri studi nella California del sud, compagnia per la quale l'attrice lavorò negli anni seguenti. Nel 1912, interpretò il personaggio di Mrs. Katzenjammer (quella che in italiano è conosciuta con il nome di Tordella) in una serie di comiche prodotta dalla Selig e basata sui personaggi creati nelle sue strisce da Rudolph Dirks.
Nella sua carriera, Lillian Leighton prese parte a circa 250 pellicole, firmando anche tre sceneggiature. Paffuta, alta 1,61, le furono affidati ruoli da caratterista, spesso in personaggi dai connotati negativi, come la cattiva della storia. Proseguì a lavorare anche dopo l'avvento del sonoro, in parti di contorno.
Lillian Leighton morì all'età di 81 anni il 19 marzo 1956 nella casa di riposo per attori di Woodland Hills.

## Galleria d'immagini

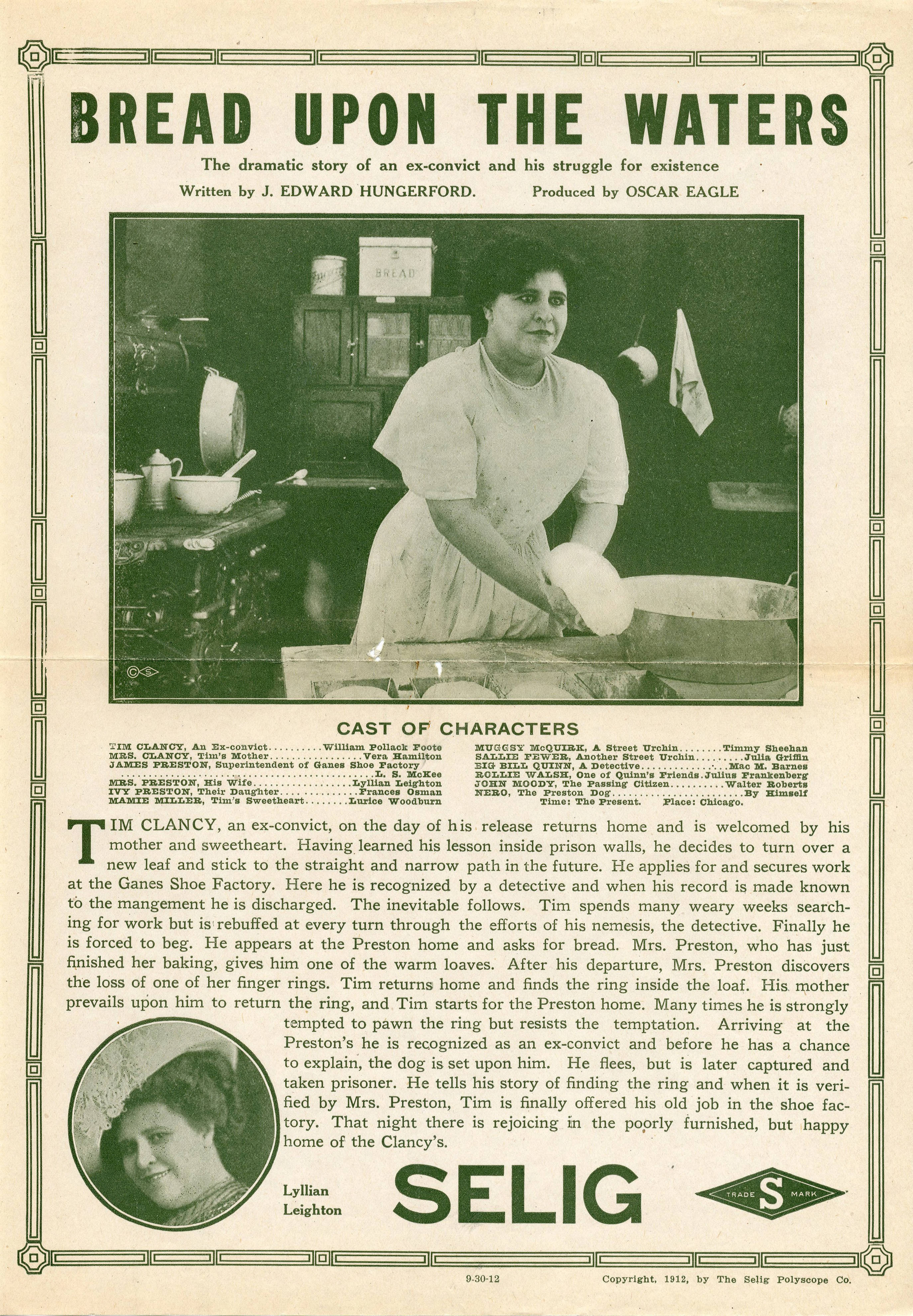
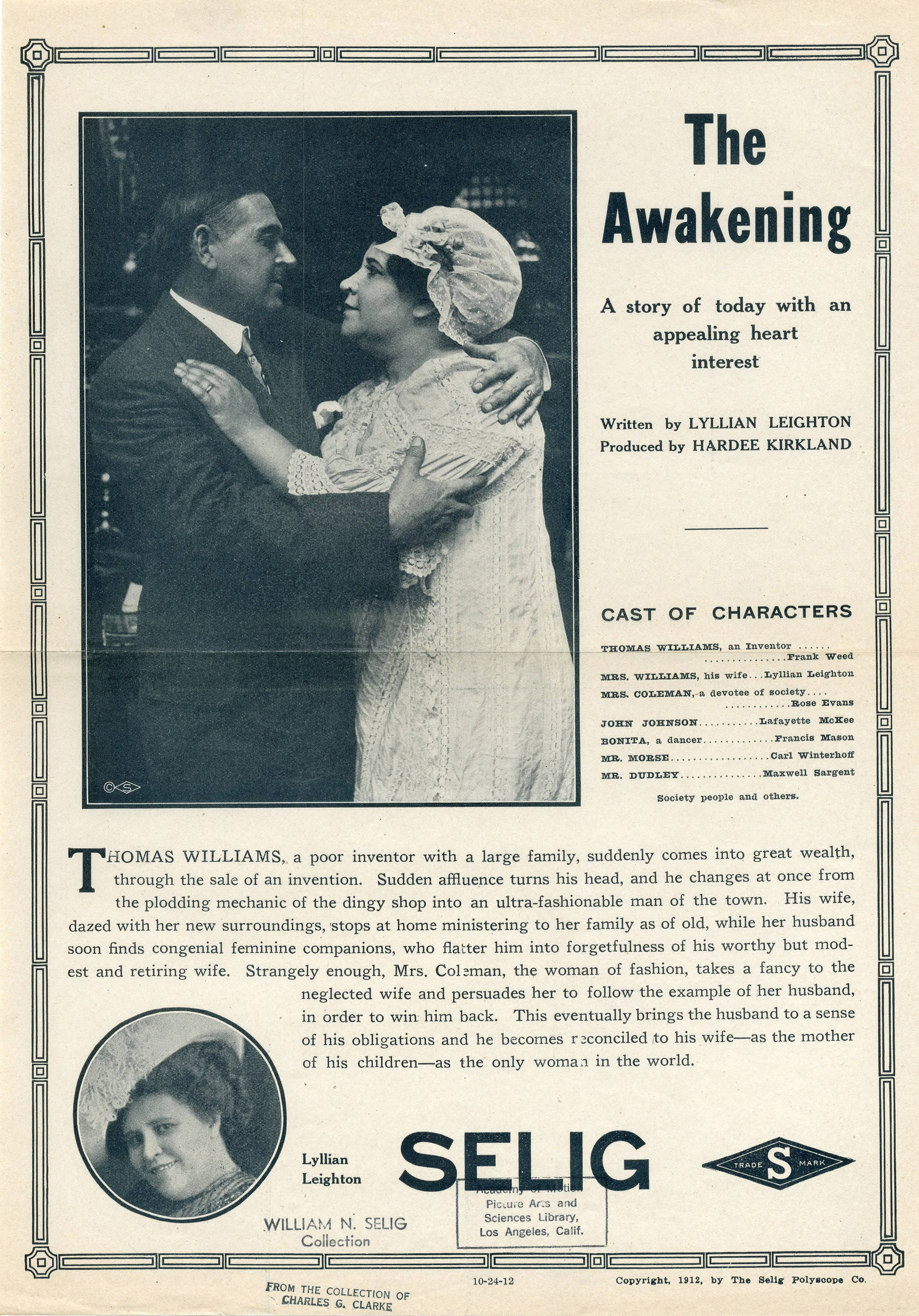
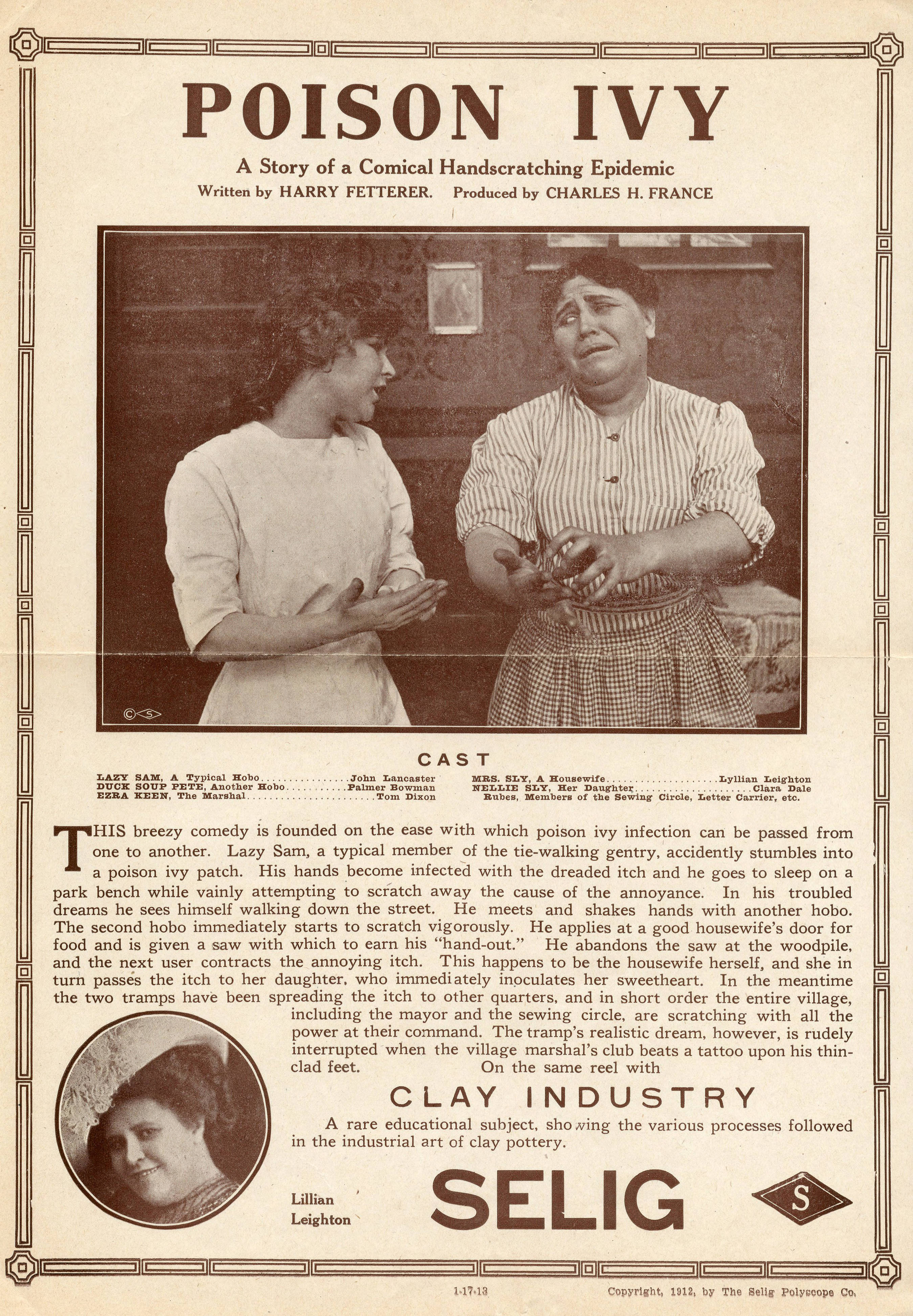
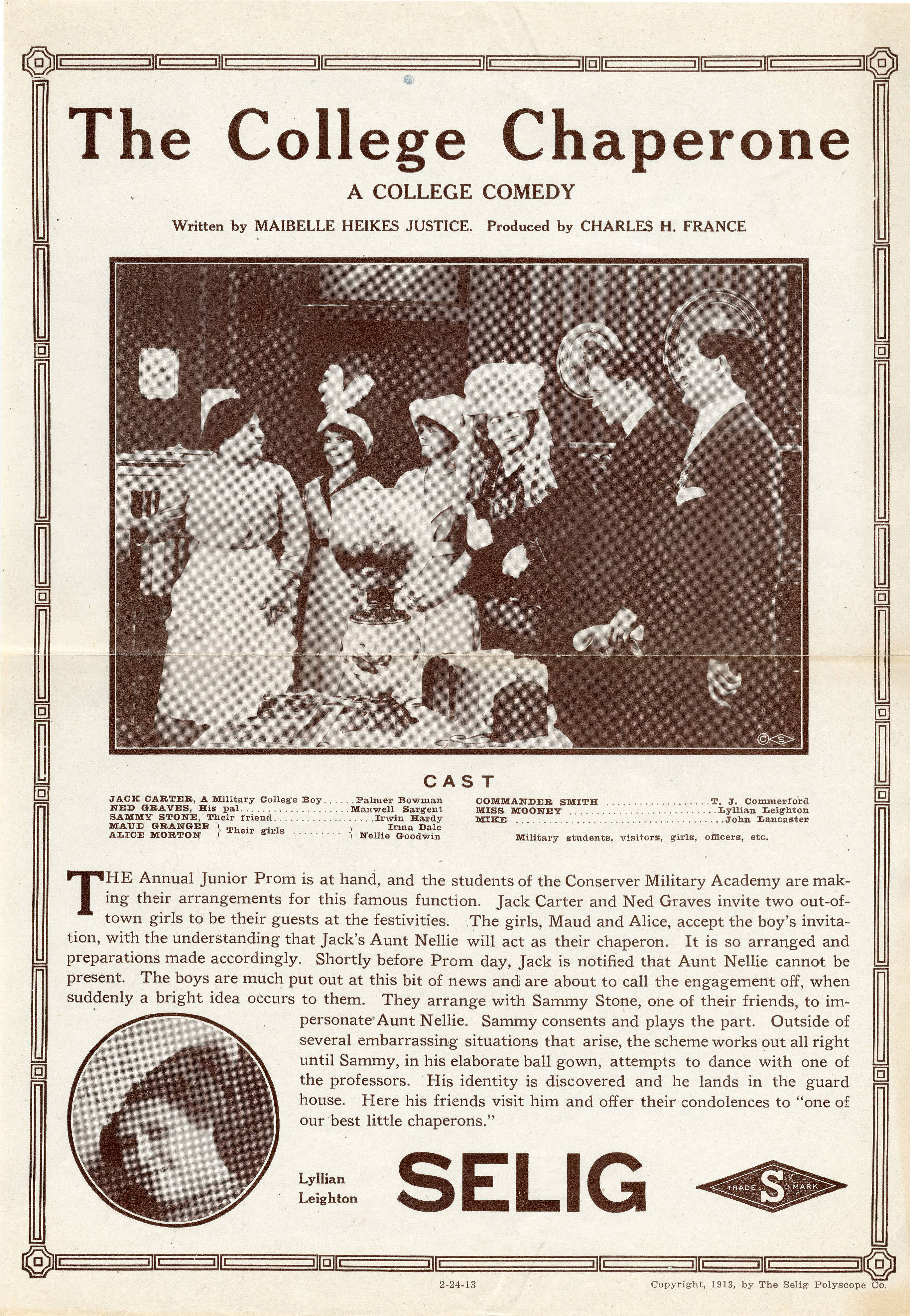
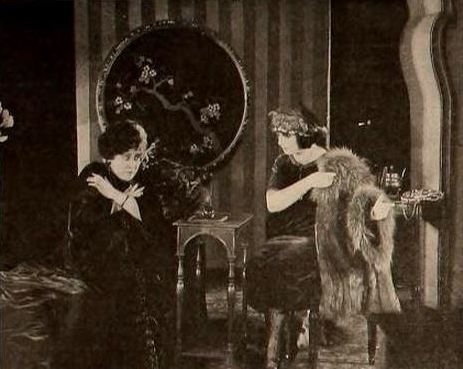

## Filmografia

### Attrice

#### 1910
- Il mago di Oz (The Wonderful Wizard of Oz), regia di Otis Turner – cortometraggio (1910)

#### 1911
- The Warrant, regia di Joseph A. Golden – cortometraggio (1911)
- A Fair Exchange, regia di Joseph A. Golden – cortometraggio (1911)
- A New York Cowboy, regia di Francis Boggs – cortometraggio (1911)
- A Tennessee Love Story, regia di Joseph A. Golden – cortometraggio (1911)
- The Wheels of Justice, regia di Otis Turner – cortometraggio (1911)
- The Two Orphans, regia di Francis Boggs e di Otis Turner – cortometraggio (1911)
- How They Stopped the Run on the Bank, regia di Otis Turner – cortometraggio (1911)
- His Better Self, regia di Otis Turner – cortometraggio (1911)
- His First Long Trousers, regia di Colin Campbell – cortometraggio (1911)
- Getting Married, regia di Colin Campbell – cortometraggio (1911)
- The Plumber, regia di Colin Campbell – cortometraggio (1911)
- Brown of Harvard, regia di Colin Campbell – cortometraggio (1911)
- A Counterfeit Santa Claus, regia di Otis Turner – cortometraggio (1911)
- Paid Back, regia di Colin Campbell – cortometraggio (1911)
- Busy Day at the Selig General Office – documentario, cortometraggio (1911)

#### 1912
- Cinderella, regia di Colin Campbell – cortometraggio (1912)
- The Girl He Left Behind, regia di Otis Thayer – cortometraggio (1912)
- The Hypnotic Detective, regia di Colin Campbell – cortometraggio (1912)
- The Little Match Seller, regia di Joseph Sullivan – cortometraggio (1912)
- In Little Italy, regia di William V. Mong – cortometraggio (1912)
- The Little Match Seller, regia di Joseph Sullivan – cortometraggio (1912)
- The Brotherhood of Man, regia di Frank Beal (1912) – cortometraggio (1912)
- The Other Woman, regia di George L. Cox – cortometraggio (1912)
- The Katzenjammer Kids, regia di Chauncy D. Herbert – cortometraggio (1912)
- The Stronger Mind, regia di Frank Beal – cortometraggio (1912)
- They Go Toboganning, regia di Chauncy D. Herbert – cortometraggio (1912)
- They Plan a Trip to Germany – cortometraggio (1912)
- They Entertain Company, regia di Chauncy D. Herbert – cortometraggio (1912)
- They Go to School, regia di Chauncy D. Herbert – cortometraggio (1912)
- The Part of Her Life, regia di Richard Garrick – cortometraggio (1912)
- School Days – cortometraggio (1912)
- Mistaken Identity, regia di Richard Garrick – cortometraggio (1912)
- Unwilling Scholars – cortometraggio (1912)
- The Arrival of Cousin Otto, regia di Chauncy D. Herbert – cortometraggio (1912)
- Murray the Masher, regia di Otis Thayer – cortometraggio (1912)
- The Pennant Puzzle, regia di Chauncy D. Herbert – cortometraggio (1912)
- The Three Valises, regia di Richard Garrick  – cortometraggio (1912)
- A Detective's Strategy, regia di Lem B. Parker – cortometraggio (1912)
- The Borrowed Umbrella, regia di Chauncy D. Herbert – cortometraggio (1912)
- Bread Upon the Waters, regia di Oscar Eagle – cortometraggio (1912)
- An International Romance, regia di George L. Cox – cortometraggio (1912)
- My Wife's Bonnet, regia di Chauncy D. Herbert – cortometraggio (1912)
- Where Love Is, There God Is Also
- Tempted by Necessity, regia di Lem B. Parker – cortometraggio (1912)
- The Awakening, regia di Hobart Bosworth e Hardee Kirkland – cortometraggio (1912)
- Where Love Is, There God Is Also, regia di Oscar Eagle – cortometraggio (1912)
- The Fire Cop, regia di Hardee Kirkland (1912) – cortometraggio (1912)
- A Near-Sighted Cupid, regia di Charles H. France – cortometraggio (1912)

#### 1913
- Steak and Onions, regia di Chauncy D. Herbert – cortometraggio (1913)
- A Curious Family, regia di Charles H. France – cortometraggio (1913)
- Prompted by Jealousy, regia di Hardee Kirkland – cortometraggio (1913)
- The Cowboy Editor, regia di William Duncan – cortometraggio (1913)
- The Clue, regia di Hardee Kirkland – cortometraggio (1913)
- Poison Ivy, regia di Charles H. France – cortometraggio (1913)
- The Empty Studio, regia di Hardee Kirkland – cortometraggio (1913)
- Sweeney and the Million, regia di Charles H. France – cortometraggio (1913)
- The Collector of Pearls, regia di Charles H. France – cortometraggio (1913)
- The Fugitive, regia di Charles H. France – cortometraggio (1913)
- Turn Him Out, regia di Charles H. France – cortometraggio (1913)
- Cured of Her Love, regia di Charles H. France – cortometraggio (1913)
- The Midnight Bell, regia di Charles H. France – cortometraggio (1913)
- Sweeney and the Fairy, regia di Charles H. France – cortometraggio (1913)
- The Gold Brick, regia di Charles H. France – cortometraggio (1913)
- A Jolt for the Janitor, regia di Charles H. France – cortometraggio (1913)
- Sweeney's Dream, regia di Charles H. France – cortometraggio (1913)
- Two Artists and One Suit of Clothes, regia di Charles H. France – cortometraggio (1913)
- Henrietta's Hair, regia di Charles H. France – cortometraggio (1913)
- Borrowing Trouble, regia di Charles H. France – cortometraggio (1913)
- The Tide of Destiny, regia di Lem B. Parker – cortometraggio (1913)
- The Quality of Mercy, regia di Norval MacGregor – cortometraggio (1913)
- A Message from Home, regia di E.A. Martin – cortometraggio (1913)
- The Cipher Message, regia di Francis J. Grandon – cortometraggio (1913)
- The College Chaperone, regia di Charles H. France – cortometraggio (1913)

#### 1914
- The Old vs. the New, regia di Norval MacGregor – cortometraggio (1914)
- Bringing Up Hubby, regia di Francis J. Grandon – cortometraggio (1914)
- King Baby's Birthday, regia di Norval MacGregor – cortometraggio (1914)
- The Speedway of Despair, regia di Hardee Kirkland – cortometraggio (1914)
- The Story of Venus, regia di Norval MacGregor – cortometraggio (1914)
- The Story of Cupid, regia di Norval MacGregor – cortometraggio (1914)
- Red Head Introduces Herself, regia di Norval MacGregor – cortometraggio (1914))
- Red Head and Ma's Suitors, regia di Norval MacGregor – cortometraggio (1914)
- The Mother of Seven, regia di Norval MacGregor – cortometraggio (1914)
- Two Girls, regia di Norval MacGregor – cortometraggio (1914)
- The Taint of Madness, regia di Norval MacGregor – cortometraggio
- Castles in the Air, regia di Norval MacGregor – cortometraggio (1914)
- Somebody's Sister, regia di E.A. Martin – cortometraggio (1914)
- The Captain's Chair, regia di E.A. Martin – cortometraggio (1914)
- The Empty Sleeve, regia di Tom Santschi – cortometraggio (1914)
- Did She Cure Him?, regia di Norval MacGregor – cortometraggio (1914)
- The Substitute Heir, regia di E.A. Martin – cortometraggio (1914)
- The Jungle Samaritan, regia di Norval MacGregor – cortometraggio (1914)
- When a Woman's 40, regia di E.A. Martin – cortometraggio (1914)
- The Decision of Jim O'Farrell, regia di E.A. Martin – cortometraggio (1914)
- The Harbor of Love, regia di Norval MacGregor – cortometraggio (1914)
- Oh! Look Who's Here!, regia di Norval MacGregor – cortometraggio (1914)
- You Never Can Tell, regia di Norval MacGregor – cortometraggio (1914)
- The Man Hater, regia di E.A. Martin – cortometraggio (1914)
- The Tonsorial Leopard Tamer, regia di Norval MacGregor – cortometraggio (1914)
- At the Transfer Corner, regia di Norval MacGregor – cortometraggio (1914)
- No Wedding Bells for Her, regia di Norval MacGregor – cortometraggio (1914)
- Cupid Turns the Tables, regia di Norval MacGregor – cortometraggio (1914)
- The Mysterious Black Box, regia di Norval MacGregor – cortometraggio (1914)
- A Surprise Party, regia di Norval MacGregor – cortometraggio (1914)
- One Kiss, regia di Norval MacGregor – cortometraggio (1914)
- The Tail of a Coat, regia di Norval MacGregor – cortometraggio (1914)
- No Wedding for Her, regia di Norval MacGregor – cortometraggio (1914)
- Bringing Up Baby, regia di Francis J. Grandon – cortometraggio (1914)

#### 1915
- Wipe Yer Feet, regia di Norval MacGregor – cortometraggio (1915)
- The Strenuous Life – cortometraggio (1915)
- She Wanted to Be a Widow, regia di Norval MacGregor – cortometraggio (1915)
- The Lady Killer, regia di Norval MacGregor – cortometraggio (1915)
- Why Billings Was Late, regia di Norval MacGregor – cortometraggio (1915)
- The Clam-Shell Suffragettes – cortometraggio (1915)
- Two Women and One Hat, regia di Norval MacGregor – cortometraggio (1915)
- Man Overboard, regia di Norval MacGregor – cortometraggio (1915)
- At the Mask Ball, regia di Norval MacGregor – cortometraggio (1915)
- The Strategist, regia di Norval MacGregor – cortometraggio (1915)
- The Onion Patch, regia di Norval MacGregor – cortometraggio (1915)
- The Awful Adventures of an Aviator, regia di Norval MacGregor – cortometraggio (1915)
- The Chronicles of Bloom Center, regia di Marshall Neilan - serial cinematografico (1915)
- Landing the Hose Reel, regia di Marshall Neilan – cortometraggio (1915)
- Shoo Fly, regia di Burton L. King – cortometraggio (1915)
- A Thing or Two in Movies, regia di Marshall Neilan – cortometraggio (1915)
- Perkin's Pep Producer, regia di Sidney Smith – cortometraggio (1915)

#### 1916
- When the Circus Came to Town, regia di Sidney Smith – cortometraggio (1916)
- Apple Butter, regia di Sidney Smith – cortometraggio (1916)
- He Thought He Went to War
- Some Detective!
- Napoleon and Sally
- Haunted
- The Grasp of Greed
- Uncle's Little Ones
- Witchcraft, regia di Frank Reicher (1916)
- Small Town Stuff, regia di Norval MacGregor – cortometraggio (1916)
- The Plow Girl
- Joan the Woman

#### 1917
- Betty to the Rescue
- Castles for Two, regia di Frank Reicher (1917)
- The Prison Without Walls
- Over the Garden Wall, regia di Norval MacGregor – cortometraggio (1917)
- No Place Like Home, regia di Norval MacGregor – cortometraggio (1917)
- The Tides of Barnegat
- Mr. Bingo, the Bachelor, regia di Norval MacGregor – cortometraggio (1917)
- Everybody Was Satisfied, regia di Norval MacGregor – cortometraggio (1917)
- Freckles
- Romance and Roses, regia di Norval MacGregor – cortometraggio (1917)
- Bill and the Bearded Lady, regia di Norval MacGregor – cortometraggio (1917)
- The Little American, regia (non accreditati) di Cecil B. DeMille e Joseph Levering (1917)
- The Hostage, regia di Robert Thornby (1917)
- I Hear Her Calling Me (from the Heart of Africa)
- The Ghost House
- The Devil-Stone, regia di Cecil B. DeMille  (1917)
- In After Years, regia di E.A. Martin – cortometraggio (1917)

#### 1918
- Old Wives for New
- Till I Come Back to You
- Her Country First
- The Road Through the Dark
- A Lady's Name
- The Married Virgin

#### 1919
- La spia (Secret Service)
- Men, Women, and Money, regia di George Melford (1919)
- Louisiana
- Parenti poveri (Poor Relations)
- Male and Female
- A Girl Named Mary
- Peg o' My Heart

#### 1920
- All of a Sudden Peggy
- Thou Art the Man
- The Dancin' Fool
- The Thirtieth Piece of Silver, regia di George L. Cox (1920)
- The House of Toys, regia di George L. Cox (1920)
- The Week-End
- L'uomo dal coltello a serramanico (The Jack-Knife Man)
- What Happened to Jones, regia di James Cruze (1920)
- The Prince Chap, regia di William C. de Mille (1920)
- Fiore del Canadà (The Barbarian), regia di Donald Crisp (1920)[1].
- A City Sparrow
- Held by the Enemy
- A Full House
- Her Beloved Villain
- Midsummer Madness

#### 1921
- Il frutto proibito (Forbidden Fruit)
- Biricchinate (Peck's Bad Boy), regia di Sam Wood (1921)
- The Lost Romance
- Crazy to Marry
- The Girl from God's Country
- La bella Sulamita (Under the Lash)
- L'amore non muore mai

#### 1922
- Rent Free
- The Lane That Had No Turning, regia di Victor Fleming (1922)
- Red Hot Romance
- Tillie
- La coppia ideale (Saturday Night), regia di Cecil B. DeMille (1922)
- Is Matrimony a Failure?, regia di James Cruze (1922)

#### 1923
- Wasted Lives, regia di Clarence Geldart (1923)
- Crinoline and Romance
- The Grub Stake
- Only 38, regia di William C. deMille (1923)
- Hollywood, regia di James Cruze (1923)
- Ruggles of Red Gap
- The Eternal Three
- The Call of the Canyon, regia di Victor Fleming (1923)

#### 1924
- Phantom Justice
- Code of the Sea, regia di Victor Fleming (1924)
- The Bedroom Window, regia di William C. deMille (1924)
- The Mine with the Iron Door, regia di Sam Wood (1924)
- $50,000 Reward

#### 1925
- Code of the West, regia di William K. Howard (1925)
- Contraband, regia di Alan Crosland (1925)
- La valanga selvaggia (The Thundering Herd), regia di William K. Howard (1925)
- Go Straight, regia di Frank O'Connor (1925)
- Amore parigino (Parisian Love), regia di Louis J. Gasnier (1925)
- In the Name of Love, regia di Howard Higgin (1925)
- Tumbleweeds, regia di King Baggot (1925)

#### 1926
- Sweet Adeline, regia di Jerome Storm (1926)
- Your Husband's Past
- Il torrente (Torrent), regia di Monta Bell (1926)
- Sandy, regia di Harry Beaumont (1926)
- The False Alarm, regia di Frank O'Connor (1926)
- Be Your Age, regia di Leo McCarey – cortometraggio (1926)

#### 1927
- Lovers?, regia di John M. Stahl (1927)
- California
- The Frontiersman
- By Whose Hand?, regia di Walter Lang (1927)
- The Fair Co-Ed, regia di Sam Wood (1927)
- Flaming Fathers

#### 1928
- Blow by Blow
- Fair and Muddy

#### 1930
- The Grand Parade
- The Last Dance
- La sivigliana
- Scarlet Pages, regia di Ray Enright (1930)
- Piano coi piedi

#### 1931
- The Great Meadow
- Subway Express
- The Fighting Sheriff
- Onore di fantino

#### 1932
- Il segno della croce (The Sign of the Cross)
- L'amaro tè del generale Yen

#### 1933
- La sfinge
- The Man from Monterey
- Secret Sinners

#### 1934
- Cleopatra
- There's Always Tomorrow
- Il velo dipinto (The Painted Veil)
- La moglie indiana

#### 1935
- Facce false
- College Scandal
- Two Fisted
- Le 4 perle
- Millions in the Air

#### 1936/1937
- La provinciale (Small Town Girl)
- Trapped by Television
- Bad Guy

### Sceneggiatrice
- The Awakening, regia di Hobart Bosworth e Hardee Kirkland – cortometraggio (1912)
- Sweeney's Dream, regia di Charles H. France – cortometraggio (1913)
- The Love of Loti San, regia di Lloyd B. Carleton – cortometraggio (1915)
- Uncle's Little Ones